# 龙城站
龍城站（：／ Ryongsŏng yŏk */?）是朝鮮民主主義人民共和國平壤龍城区域的一個鐵路車站，属于龙城线。

## 历史
- 1927年11月1日，落成使用[1]。

## 邻近车站
龙城线
西浦站 - 龍城站 - 鳥洞站